# Вселенная «Покемона»
Вселенная «Покемон» — это   вселенная, в которой происходит действие игр, аниме и манги «Покемон». В большинстве игр и манги, а также в аниме вселенная «Покемона» выполнена в антураже виртуальной реальности, альтернативной современности, но в отличие от реального мира, там живут покемоны — существа, которых люди, называющие себя тренерами покемонов, обучают для сражений с покемонами других тренеров. Бои проходят до момента, пока один из покемонов не падает без сознания или его тренер не сдаётся — до смерти схватки не происходят никогда. Как правило, сильные и опытные тренеры пользуются уважением. В некоторых играх игровой мир существенно отличается: так, например, в игровом мире Pokémon Mystery Dungeon: Red Rescue Team и Blue Rescue Team живут исключительно покемоны, создавшие свою собственную цивилизацию, а в Pokémon Trading Card Game покемонов вообще нет как таковых: их заменяют карты, используемые в коллекционной карточной игре.
К середине 2016 года получила широчайшее распространение по миру вплоть до массовой истерии и серьёзный общественный резонанс глобальная многопользовательская мобильная игра Pokémon Go для интерактивной ловли покемонов в виртуально дополненном реальном мире по всей территории планеты.

## Элементы вселенной

### Покемоны
Покемоны — это существа, населяющие вымышленный мир и обладающие сверхъестественными способностями. Покемоны в меру разумны, некоторые даже умеют разговаривать. На данный момент по играм, манге и аниме известно 1008 разновидностей покемонов, у каждого из которых есть свой собственный уникальный набор атак и способностей. Разные виды покемонов принадлежат к разным типам — к категориям по стихийной принадлежности. От типа покемона зависит то, способности какой стихии присутствуют у него, а также то, против атак какого типа он устойчив или слаб (по принципу игры камень, ножницы, бумага); например, огненному покемону атаки травяного или ледяного типа не нанесут существенный урон, но при этом он будет слаб против водных или каменных атак. Возможна принадлежность покемона сразу к двум типам, при этом он сохраняет ряд их особенностей. Если покемон побеждает в битве, он получает опыт, при достижении определённого количества опыта у него повышается уровень, а значит, и характеристики, иногда покемон может выучить новую способность. При определённых условиях (при достижении определённого уровня, при использовании предмета и т. п.) покемон может эволюционировать — преобразовываться в развитую форму, которая является сильнее предыдущей и считается как отдельный вид от неё. Очень редко покемоны могут иметь нехарактерную им окраску и бо́льшую силу — это так называемые «сияющие покемоны». Существуют так называемые «легендарные покемоны», крайне редкие покемоны, которые являются персонажами мифов и легенд вымышленной вселенной.

### Тренеры покемонов
Тренеры покемонов — это люди, которые подготавливают покемонов для сражений с покемонами других тренеров. Непосредственно сами тренеры не принимают участия в боях: сражаются только покемоны, которым хозяева дают команды, какую атаку или способность применить. Бои проходят до момента, пока все покемоны одного из тренеров не падают без сознания или один из тренеров не сдаётся, так как до смерти схватки не происходят никогда. Хорошим тренером считается тот, кто хорошо заботится о своих покемонах, — аллюзия на заботу людей о домашних животных.

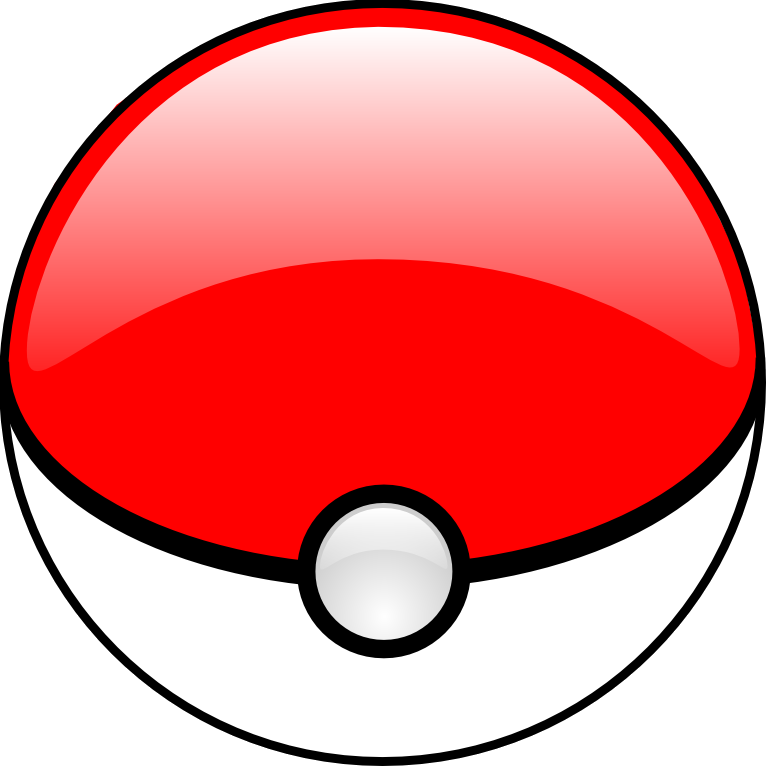
Покебол — устройство для ловли и транспортировки покемонов

Первого покемона тренеры получают от профессора в своём регионе, а остальных — ловя их на воле: тренер с помощью своих покемонов побеждает дикого покемона, а затем кидает в него покебол — устройство в виде шара размером с теннисный мяч, предназначенное для переноски покемонов любого размера. Если дикий покемон не вырвется из покебола, то он переходит к тренеру. Покемонов можно иметь сколько угодно, но при себе можно носить максимум шесть особей, остальные находятся в специальном хранилище, откуда их в любой момент можно взять. Иногда тренеры меняются покемонами: обмен — важная часть игрового процесса основной серии игр, особенно если учесть, что некоторые покемоны эволюционируют только при обмене. Как правило, сильные и опытные тренеры пользуются уважением. Никакой практической пользы тренировка покемонов не несёт, но она развивает в тренере ответственность, собранность, сострадание, умение планировать.
Среди тренеров проходят соревнования по битвам покемонов, которые во многом напоминают спортивные состязания в реальном мире. Турниры проводит организация, называемая Лигой покемонов. Чтобы участвовать в турнире Лиги покемонов, нужно побеждать лидеров стадионов, особенно сильных тренеров в разных городах, и получать в знак подтверждения их значки. Поэтому тренеры покемонов отправляются в путешествие, чтобы поймать новых покемонов, набраться опыта для турнира и собрать значки. Получив восемь значков, тренеры имеют право участвовать в турнире.

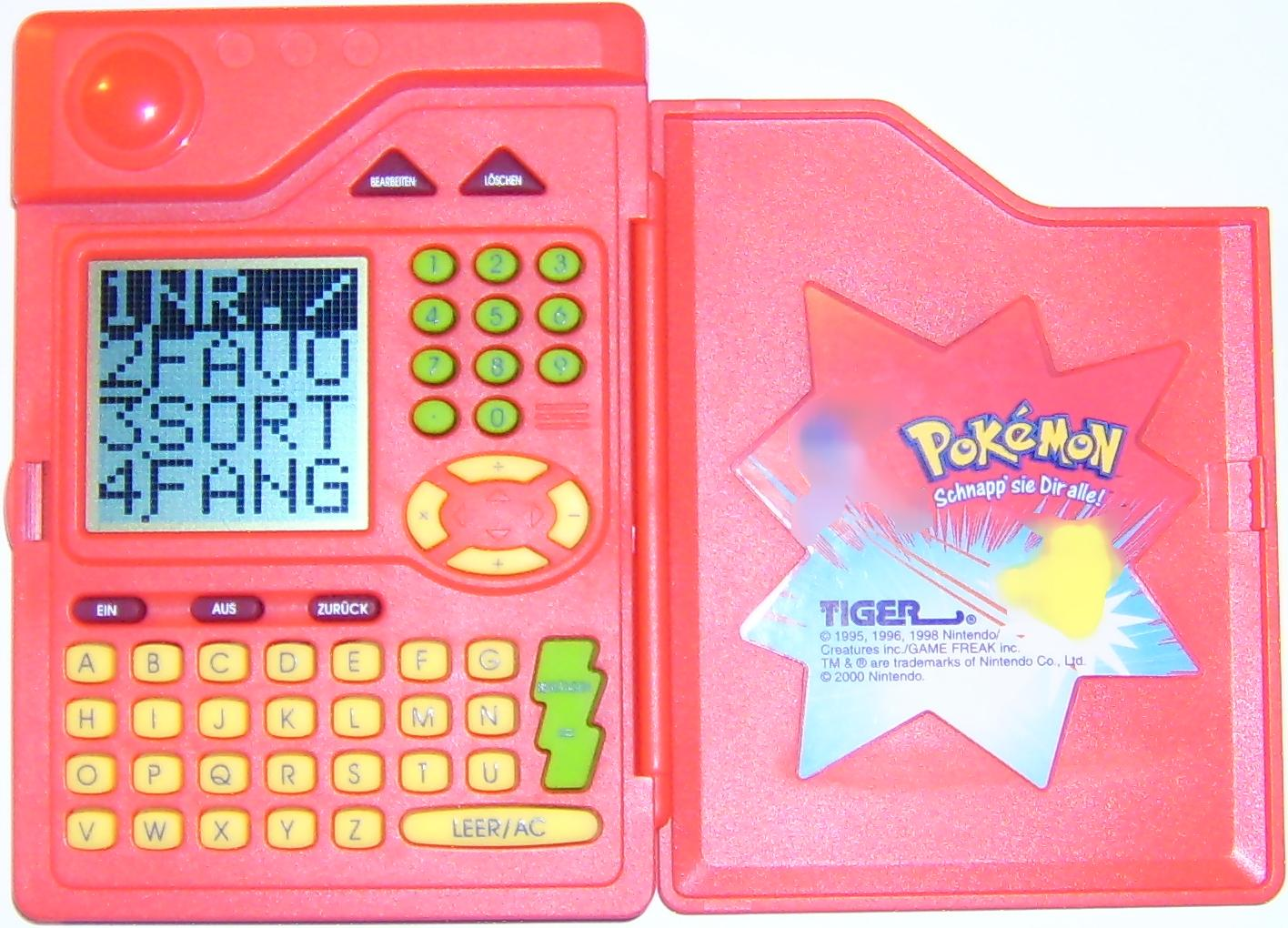
Игрушечный Покедекс, выполненный в виде своей инкарнации из игр и аниме времён первого поколения

### Покедекс
У многих тренеров есть Покедекс — карманная электронная энциклопедия, где содержится информация про покемонов. Как только тренер видит новый вид покемона, информация о нём попадает в Покедекс, более полную информацию можно получить, если покемон пойман. В играх основной серии главная цель — заполнить Покедекс информацией о каждом покемоне, то есть поймать, эволюционировать или выменять все виды покемонов, присутствующие в игре. Другая цель тренеров — стать Мастером покемонов, одним из сильнейших тренеров.

## Регионы
Географическая местность вселенной «Покемона» делится на так называемые регионы. В каждом регионе есть свои восемь стадионов, где можно заработать значки, и своя Лига покемонов. Основными регионами вселенной являются Канто, Джото, Хоэнн, Синно, Юнова, Калос, Алола, Галар и Палдея. Каждое из семи поколений основной серии посвящено новому региону. Помимо этого, в игре Pokémon FireRed и LeafGreen и в одном эпизоде «Хроник покемонов» есть регион Острова Севии.

#### Канто
Канто (яп. カントー地方 канто: тихо:), представленный в Red и Green (Red и Blue в международном релизе), а затем и в Yellow, Gold, Silver, Crystal, FireRed, LeafGreen, HeartGold, SoulSilver, Let's Go Pikachu и Let's Go Eevee, был первым регионом франчайза Покемон. Регион соединён с Джото, поэтому игрок может посетить его на поезде или на лодке в Gold, Silver, Crystal, HeartGold и SoulSilver. Однако в этих играх регион отличается от классического Канто, представленного в Red и Blue, так как по сюжету со времени событий Red и Blue прошло три года. В неяпонских версиях игры города названы в честь цветов. Две зоны Канто, Саффрон-Сити и Стадион покемонов, являются играбельными в играх-файтингах серии Super Smash Bros.. В аниме Эш путешествует по Канто в сезонах «Лига Индиго» и «Боевой рубеж». Канто основан на реально существующих регионах Канто и Токай.

#### Острова Севии (В некоторых переводах "Радужные Острова")
Острова Севии (яп. ナナシマ Нанасима, досл. «Семь Островов») — регион, появлявшийся только в игре Pokémon FireRed и LeafGreen и в одном эпизоде «Хроник покемонов». Своё название острова получили потому, что, по легенде, были созданы за семь дней. Семь островов (или островных групп) доступны в обычном режиме игры, и ещё два добавочных острова можно было активировать во время специальной бонусной программы, которую проводила Nintendo. Те же два острова доступны в Pokémon Emerald без активации бонуса. На одном из этих островов можно встретить Лугию или Хо-оха, в зависимости от версии игры, с которым можно сразиться. На другом острове обитает космический покемон Деоксис, и в зависимости от игры (FireRed, LeafGreen, Emerald) Деоксис будет находиться в одной из трёх форм. Острова Севии расположены к югу от Канто и Джото. Прототипом игровых островов послужили реально существующие Бонинские острова и Идзу.

#### Джото
Джото (яп. ジョウト地方 дзё:то тихо:), название которого можно перевести как «место дворцов» (яп. 城都 дзё:то) — регион, соединяющийся с восточной частью Канто. Он был представлен во втором поколении игр серии Pokémon: Pokémon Gold, Silver, Crystal, а позже и в их ремейках, Pokémon HeartGold и SoulSilver. Действие третьего, четвёртого и пятого сезонов аниме также происходит там. Особенностью Джото является то, что каждый город региона назван в честь цветов радуги или цветов растений. Географическое расположение региона схоже с расположением реально существующих японских регионов Кансай, восточного Сикоку и западного Токая. Старомодные города региона основаны на городах Нара и Киото, а современные деловые города напоминают город Осака. Кроме того, в оригинальных японских версиях игр некоторые жители говорят на кансайском диалекте.
Легенды региона повествуют о Хо-охе — гигантской радужной птице, стерегущей небеса, и Лугии — морском звере, стерегущем океан. Раньше легендарные покемоны обитали в башне города Икрутэак. Когда башня сгорела по вине людей и три их покемона погибли в огне, Лугия улетел. Хо-ох вернул жизнь покемонами, возродив их души в виде трёх новых легенд региона: Райко, Энтея и Суйкуна. Дом Лугии — Вихревые острова — были созданы уже из-за войны покемонов за контроль над островом. В конце концов Лугия разделил остров на четыре маленьких, а также создал между ними сильные водовороты, чтобы покемоны, живущие на островах, не могли контактировать. Селеби — покемон, способный путешествовать во времени — также считает Джото своим домом, и проживает в лесу Илекс. По сути, Селеби и является духом этого леса, который иногда забирает путешествующих там туристов в путешествие во времени вместе с собой.

#### Хоэнн
Хоэнн (яп. ホウエン地方 хо:эн тихо:), название которого переводится как «хорошие отношения (между людьми и покемонами)» (яп. 豊縁 хо:эн), был представлен в Pokémon Ruby, Sapphire и Emerald. Регион находится к юго-востоку от Канто и Джото. Большую часть региона занимают водные маршруты, а также впервые появившиеся в серии подводные локации. Регион был создан Дзюнъити Масудой, директором по разработке Ruby и Sapphire; при создании региона он вдохновлялся воспоминаниями детства о каникулах, проведённых в Кюсю — реально существующем регионе, который и стал прототипом Хоэнна. Однако в отличие от реального региона, игровой развёрнут на 90° против часовой стрелки; по мнению разработчиков, это было удобнее для игроков. В Хоэнне, как и в других регионах, есть своя Лига покемонов, возглавляемая Элитной четвёркой — лучшими тренерами региона. Однако в отличие от Канто и Джото, где Элитная четвёрка была одна на два региона, в Хоэнне она возглавляет только Лигу этого региона. Действие всех сезонов аниме с шестого по восьмой, названных «advanced generation» («новое поколение»), происходит именно в этом регионе.
Как гласят легенды региона, Хоэнн был создан тремя древними покемонами: Гроудоном, который поднял землю, китом Кайогром, который расширил море, и Рейквазой, который создал атмосферу и озоновый слой. Другими легендами региона являются покемоны-големы Реджирок, Реджиайс и Реджистил, созданные одним из легендарных покемонов Синно; покемоны-странники — Латиас и Латиос, и Джирачи — покемон, который просыпается раз в тысячу лет и способный исполнять любое желание того, кто подружится с ним и напишет своё желание на ленточке на голове Джирачи.

Карта островов Севии

#### Синно
Синно (яп. シンオウ地方 синъо: тихо:), название которого означает «Бог внутри» (яп. 神奥 синъо:) — большой регион, являющийся сеттингом для игр Pokémon Diamond, Pearl и Platinum, находится на севере от Канто/Джото. Регион включает в себя большое количество городов, но совсем мало водных маршрутов. В регионе много горных хребтов и четыре озера, одно из которых скрыто; в каждом озере живёт легендарный покемон. Игры на его основе были первыми, которые включали в себя заснеженную местность. Крупные современные мегаполисы в Синно сочетаются с традиционными маленькими городками. Также в регионе имеется скрытая подземная область, которая может быть использована для построения игроками секретных баз, игры в захват флага или охоты за ископаемыми и сокровищами. 10-13 сезоны аниме стали первыми, где действие происходит в этом регионе. География Синно основана на японском острове Хоккайдо, южной половине российского острова Сахалин и спорного острова Кунашир. Самый крупный горный хребет разделяет Синно на Восточную и Западную части, поэтому некоторые виды покемонов, например, покемоны-слизни Шеллос (англ. Shellos) и Гастродон (англ. Gastrodon), выросшие в разных частях острова, могут различаться по размеру и цвету. Последней игрой, основанной на Синно, был Pokémon Platinum. В Platinum Синно прошёл ряд изменений, в частности, наличие снега в городке Твайнлиф-Таун, связанное и изменением мира в Pokémon Diamond и Pearl; кроме того, был добавлен Боевой Рубеж на месте Боевой Зоны.
Считается, что Синно был создан легендарным покемоном по имени Арсеус. Согласно легенде, Арсеус также создал для Синно трёх могущественных покемонов-драконов: Диалгу, контролирующего время, Палкию, контролирующего пространство, и Гиратину, контролирующего перемещения между измерениями. Диалга является символом Pokémon Diamond, Палкия — Pokémon Pearl, а Гиратина — Pokémon Platinum. Кроме них Арсеус создал трёх легендарных стражей, которые живут в трёх озёрах Синно: Юкси, символ знаний, живёт в озере Зоркости; Месприт, символ эмоций, живёт в озере Истины; а Азельф, символ воли, живёт в озере Доблести. Другими легендами Синно являются лунный покемон Кресселия, присутствие которого вызывает приятные сны, и тёмный покемон Даркрай, присутствие которого вызывает только кошмары; морской покемон Фион (который может быть получен только из игр Pokémon Ranger) и его дитя, Манафи, охраняющие моря; лавовый покемон Хитран, который появился на горе Старк тогда, когда Арсеус создал Диалгу, Палкию и Гиратину; способный передвигать континенты покемон-колосс Реджиджигас, который создал Реджирока, Реджиайса и Реджистила, живущих в Хоэнне; и наконец, благодарный покемон Шеймин, который обладает способностью очищать загрязнённую область и превращать её в поле цветов.

#### Юнова
Юнова, известный в Японии как Иссю (яп. イッシュ地方 Иссю тихо:) — регион, впервые представленный в играх Pokémon Black и White. По словам команды разработчиков игры, Юнова «расположена далеко от Канто, Джото, Хоэнна и Синно». В интервью, опубликованном в книге «Pokémon Pia», Дзюнъити Масуда рассказал, что Юнова (Иссю) создана на основе Нью-Йорка. Юнова включает в себя обширные зоны городской застройки, гавань, аэропорт, парк развлечений и несколько горных хребтов. В дополнение к разнообразию ландшафтов, регион Юнова также является домом для людей, ведущих разный образ жизни и различающихся цветом кожи. Название региона происходит от японского слова иссю (一種?, переводится как "один вид"); много видов (яп. 多種 тассю) людей и покемонов становятся одним видом (яп. 一種 иссю), если смотреть на них как на единое целое. Действие четырнадцатого сезон аниме, названного в Японии Best Wishes!, происходит именно там. Стоит заметить, что японское название региона - Иссю по произношению очень похоже на английское wishes, что и обыгрывается в названии.
Новой особенностью Black и White стало то, что некоторые игровые локации различаются в зависимости от версии игры; в Black локации кажутся более современными и урбанистичными, однако в White они выглядят старше и более похоже на сельскую местность. Эта функция наглядно проявляется в двух локациях, уникальных для каждой версии игры и расположенных на карте региона в одном и том же месте: город Блэк-Сити (яп. ブラックシティ Буракку сити), в котором живут только люди, и Белый Лес (яп. ホワイトフォレスト Ховайто форэсуто) — место, где люди и покемоны живут в гармонии друг с другом. Кроме этого, в регионе Юнова впервые была представлена смена времён года. Зимой в некоторых зонах появляются покемоны, которые в другое время года там встречаются редко, доступ к части локаций открывается только тогда, когда на земле лежит толстый слой снега, а покемоны Дирлинг и Сосбак меняют внешний вид в зависимости от сезона в игре.
Мифология Юновы утверждает, что в прошлом было два брата, которые управляли регионом, и в этом им помогал могущественный покемон-дракон. Однако в какой-то момент братья поссорились из-за того, как их новой нации следует жить, а вместе с ними разделился и их покемон. Он породил тёмного покемона Зекрома, который остался с младшим из братьев, и светлого покемона Реширама, который занял сторону старшего брата. С тех пор эти покемоны ведут между собой бесконечную борьбу, которая будет продолжаться до тех пор, пока Юнова не будет уничтожена. Чтобы остановить их, народы Юновы погрузили покемонов в глубокую спячку. Другие легенды гласят о существовании некоего покемона-фантома Виктини, который способен переломить исход боя в пользу своего обладателя; о Кобалионе, Терракионе и Виризионе, которые защищают места обитания покемонов от людей; о Торнадусе, Тандорусе и Ландорусе — покемонах-божествах природы, а также о Кюреме — ледяном покемоне, который когда-то попал в Юнову вместе с ледяным метеоритом.

#### Калос
Прототипом региона Калос является Франция, например, центром региона Калос является Люмиос-Сити, башня Люмиос очень напоминает Эйфелеву башню. У некоторых людей есть акцент и т.д.
Регион Калос есть и в аниме-сериале (сезоны 17-19). 
В играх Pokémon XY регион Калос считается самым продвинутым регионом во всех направлениях, начиная с моды и заканчивая технологиями. Также Калос является первооткрывателем так называемой МЕГА-Эволюции. В регионе Калос помимо тренеров покемонов есть и исполнители покемонов. Эти люди участвуют в конкурсе за право быть и считаться Королевой Калоса.  И для этого устраивают Выступление Исполнителец покемонов, чтобы узнать кто лучше. И тот, кто оказывается лучшим в конкурсе, сражается с королевой Калоса.

#### Алола
Регион из игры 2016 года Pokemon Sun/Moon. Также появлялась в ремейках Ultra Sun и Ultra Moon. География и климат региона основаны на Гавайских островах.
Алола состоит из четырёх основных островов и одного искусственного острова:
- остров Мелемеле;
- остров Акала;
- остров Ула’ула;
- остров Пони;
- искусственный остров Элизиум Этер.

#### Галар
Регион Галар является местом восьмого поколения игр про покемонов, где проходят события игр Pokémon Sword и Pokémon Shield. Этот регион в основном вдохновлен Великобританией, демонстрируя такие достопримечательности, как Биг Бен и Стена Адриана.
 В этом регионе появляются новые покемоны и изменяются покемоны предыдущих поколений.

#### Палдея
Регион Палдея является родиной девятого поколения покемонов, на его территории происходят события игр Pokémon Scarlet и Violet. Он вдохновлён Пиренейским полуостровом. Три стартовика этого региона — Фуэкоко, Спригатито и Куаксли. В аниме впервые появляется в 2023 году, в «Покемон: Горизонты» и «Покемон: Ветра Палдеи».

## История создания
При создании регионов из основной серии игр за основу бралась география Японии (и, кроме того, в Pokémon Diamond и Pearl присутствуют игровые локации, основанные на оспариваемых у России южных Курилах и входившем в состав Японии в 1905—1945 годах южном Сахалине). В играх пятого поколения, Pokémon Black и White, за основу игрового мира были взяты земли вокруг Нью-Йорка, Соединённые Штаты Америки. Дзюнъити Масуда утверждает, что, создавая игровые локации, разработчики прежде всего обращаются к впечатлениям из своего детства.

## Отзывы и популярность
Британская газета The Daily Telegraph поставила мир «Покемона» на двенадцатое место в списке пятнадцати лучших фэнтезийных вымышленных миров.